# David Bruixola
David Bruixola Torres, más conocido como David Bruixola (Tabernes Blanques, 21 de octubre de 1978) es un policía nacional y jugador de balonmano español que juega de portero en el Club Balonmano Puerto Sagunto. Ha sido internacional con la Selección de balonmano playa de España, así como en las categorías junior y juvenil con la Selección de balonmano de España.
Con la Selección de balonmano playa de España ganó la medalla de oro en el Campeonato Europeo de Balonmano Playa en 2017.
En la temporada 2016-17 en la Liga Asobal fue el portero que más paradas realizó.

## Clubes
- BM Puerto Sagunto (2007- )